# Ontong Java
Ontong Java est l'un des plus grands atolls du monde pour sa surface maritime. On le désigne parfois sous le nom d'atoll de Lord Howe, ce qui ne doit pas être confondu avec l'île Lord Howe. Luangiua et Leuangiua sont les noms vernaculaires de cet atoll.
Ontong Java fait partie des Salomon. Il est situé à l'extrême nord de la province de Malaita, l'une des plus grandes de cet État, à plus de 250 km au nord de l'île de Santa Isabel. L'île la plus proche, géographiquement et culturellement aussi, est Nukumanu à 38 km au nord mais elle appartient à la Papouasie-Nouvelle-Guinée.
L'atoll a approximativement la forme d'une botte. Sa superficie totale est de 1 400 km2, pour 12 km2 de terres émergées réparties sur 122 motus (îlots). Celles-ci sont essentiellement des formations de corail de faible étendue, la plus grande culminant à seulement 13 m. Les 2 000 habitants permanents de l'atoll sont à 1 200 sur l'île de Luangiua à l'est et à 800 sur celle de Pelau au nord-est. Parmi les autres motus, inhabités, on peut citer : Avaha, Henguia, Henguialloko, Henuakai, Ini, Kapai, Kea' auloa, Ke Ila, Keava Kapu, Keku Lau, Kekumounga, Kemalu, Kokolu, Ko' olau, Muli, Au, Ngikolo, Nuaka' a, Oaku, Pe Kahi, Pelau et Selelva' a.

## Histoire

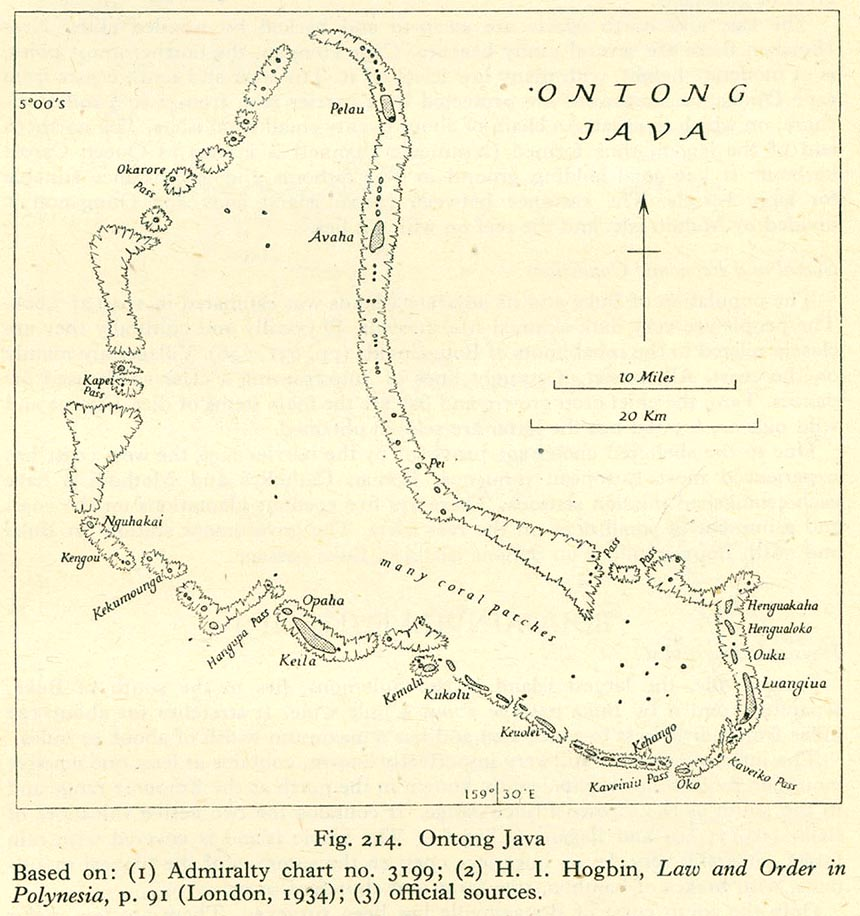
Carte nautique de 1934.

Les motus furent d'abord habitées par des Polynésiens il y a 2 000 ans. Le navigateur néerlandais Abel Tasman fut le premier à voir l'île en 1643, et la baptisa Ontong Java. Philip Carteret l'aperçoit également en 1767, mais le premier Européen à débarquer sur l'atoll fut l'anglais John Hunter, qui la baptisa atoll de Lord Howe. En 1893, l'atoll fut annexés par l'Allemagne, puis cédée au Royaume-Uni en 1899. L'économie de subsistance des habitants actuels est basée sur la production de coprah et de taro, ainsi que la pêche. Jusqu'à l'interdiction en 2005, la principale source de revenus était le concombre de mer et le trochus qui étaient envoyés à Hong Kong. Outre ces animaux marins, l'atoll compte un grand nombre d'oiseaux qui viennent s'y reproduire, tels que la Sterne diamant.

## Anthropologie et linguistique
Les habitants d'Ontong Java ont conservé leur culture polynésienne bien qu'ils se trouvent dans l'archipel mélanésien des îles Salomon (voir exclaves polynésiennes). Dans le passé, les hommes et les femmes portaient des tatouages élaborées sur l'ensemble de leur corps. Les dialectes de cet atoll sont le Luangiua et le Pelau, qui appartiennent au groupe polynésien. Les premières recherches sérieuses sur les habitants furent conduites par les ethnographes allemands Ernst Sarfert et Hans Damm, lors d'une expédition scientifique allemande dans les mers du sud qui eut lieu de 1908 à 1910. Cette expédition visita Ontong Java et l'atoll voisin de Nukumanu, où les scientifiques firent également des recherches. Leurs travaux furent publiés dans "Luangiua und Nukumanu" en 1931. Sarfert et Damm déclarèrent que les deux noms de l'atoll, Lord Howe comme Ontong Java, étaient incorrects ; ils l'appelèrent Luangiua dans leurs travaux. L'anthropologue Herbert Ian Hogbin, de l'université de Sydney, vint étudier l'île en 1927 et ses recherches furent publiées en 1934.

### Webographie
- (en) Site officiel